# 蘇原宮塚町
蘇原宮塚町（そはらみやづかちょう）は、岐阜県各務原市の地名。現行行政町名は蘇原宮塚町一丁目から三丁目。

## 地理
各務原市の蘇原地区に属する。
町域の東部は蘇原北陽町、蘇原大島町、蘇原赤羽根町、西部は蘇原宮代町、南部は蘇原赤羽根町、蘇原大島町、北部は岐阜市岩滝西に接する。
町域には新境川が流れる。

## 歴史
1978年（昭和53年）12月16日、この地域で区画整理が行われ、蘇原宮代町の一部と蘇原大島町の一部、及び岐阜市岩滝一部をもって蘇原宮塚町が成立。

## 世帯数と人口
2024年（令和6年）10月1日現在の世帯数と人口は以下の通りである。尚、二・三丁目の住民登録は無い。
| 丁目             | 世帯数 | 人口 |
| ---------------- | ------ | ---- |
| 蘇原宮塚町一丁目 | 4世帯  | 14人 |
| 蘇原宮塚町二丁目 | 0世帯  | 0人  |
| 蘇原宮塚町三丁目 | 0世帯  | 0人  |
| 計               | 4世帯  | 14人 |

## 小・中学校の学区
市立小・中学校に通う場合、学区は以下の通りとなる。尚、蘇原宮塚町の自治会は宮代町自治会である。
| 番・番地等 | 小学校                   | 中学校               |
| ---------- | ------------------------ | -------------------- |
| 全域       | 各務原市立蘇原第一小学校 | 各務原市立蘇原中学校 |

## 主な施設など
- 各務原市クリーンセンター
- 伝蘇我倉山田石川麻呂の墓